# Tōya (jezioro)
Tōya (jap. 洞爺湖 Tōya-ko) – jezioro wulkaniczne w Parku Narodowym Shikotsu-Tōya w powiecie Abuta na Hokkaido w Japonii. Jezioro jest prawie okrągłe, jego średnica wynosi 10 km ze wschodu na zachód i 9 km z północy na południe. 
Na południowym brzegu kaldery położony jest stratowulkan Usu. U jego stóp usytuowane jest największe miasto nad jeziorem, Tōyako-onsen (洞爺湖温泉).
Jezioro Tōya jest uznawane za najdalej wysunięte na północ, niezamarzające jezioro w Japonii i drugie najbardziej przejrzyste. Na środku jeziora znajdują się cztery wyspy o wspólnej nazwie Naka-jima. Na największej z nich jest muzeum Lake Toya Forest Museum. 
Jezioro Tōya nazywane jest przez Ajnów Kim'un-to – キムウン (kim'un) znaczy „w górach”,  ト (to) znaczy „jezioro”. W okresie Meiji japońscy pionierzy nazwali jezioro Tōya od określenia w języku ajnuskim to ya oznaczającego „krainę jezior”.
W ośrodku The Windsor Hotel Toya Resort & Spa, położonym nad jeziorem, odbyło się w dniach 7-9 lipca 2008 roku 34. spotkanie grupy G8. 

## Galeria

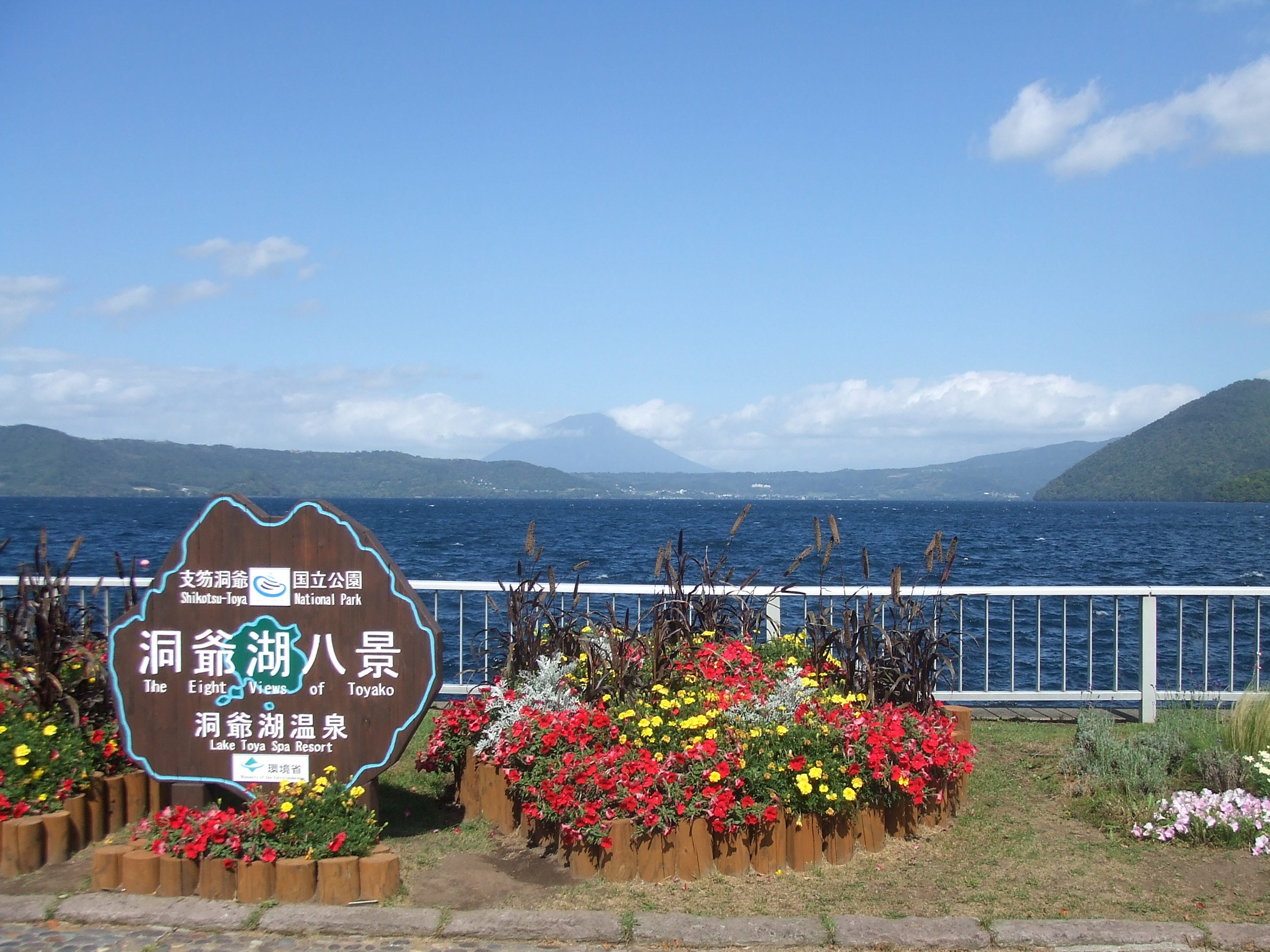
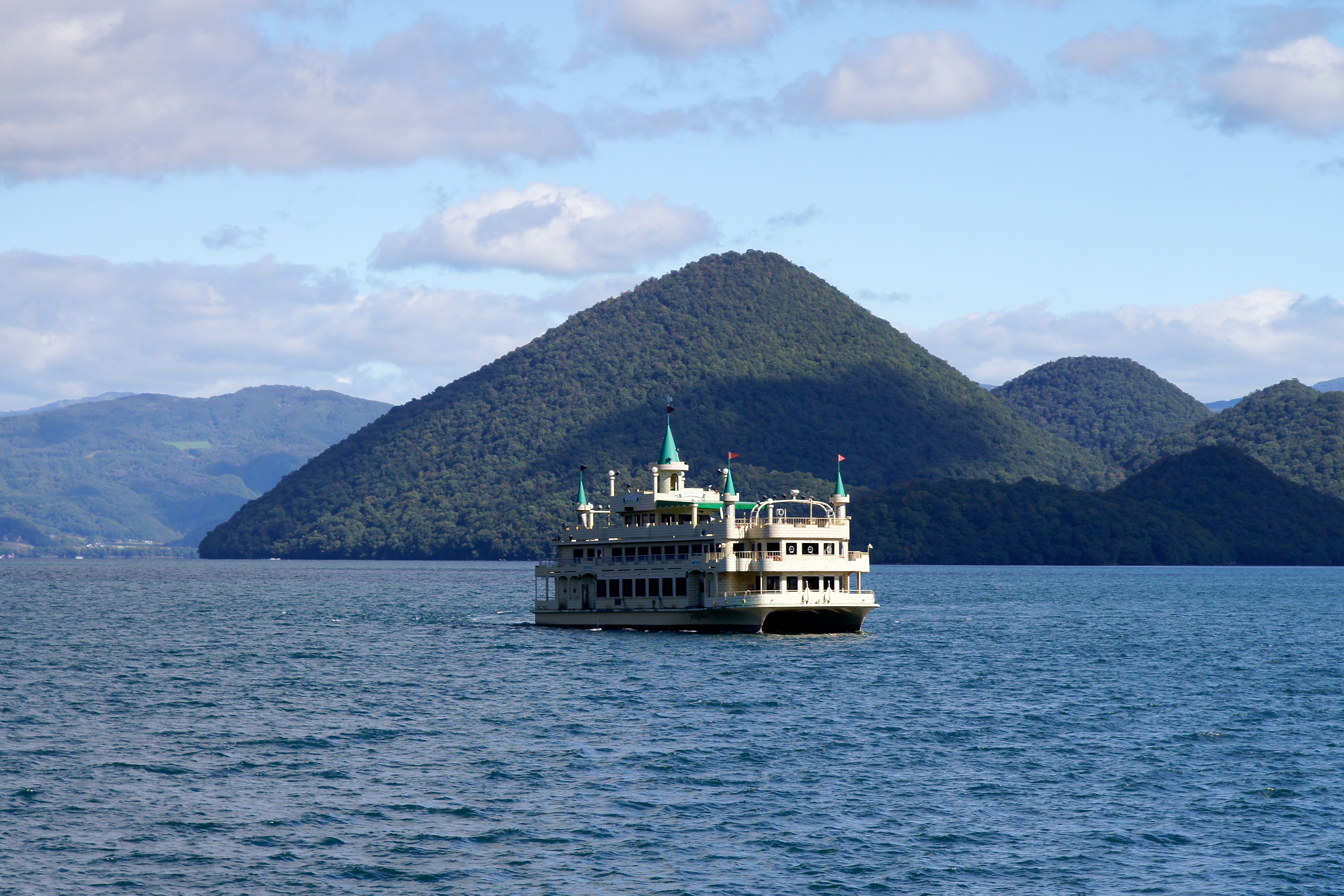
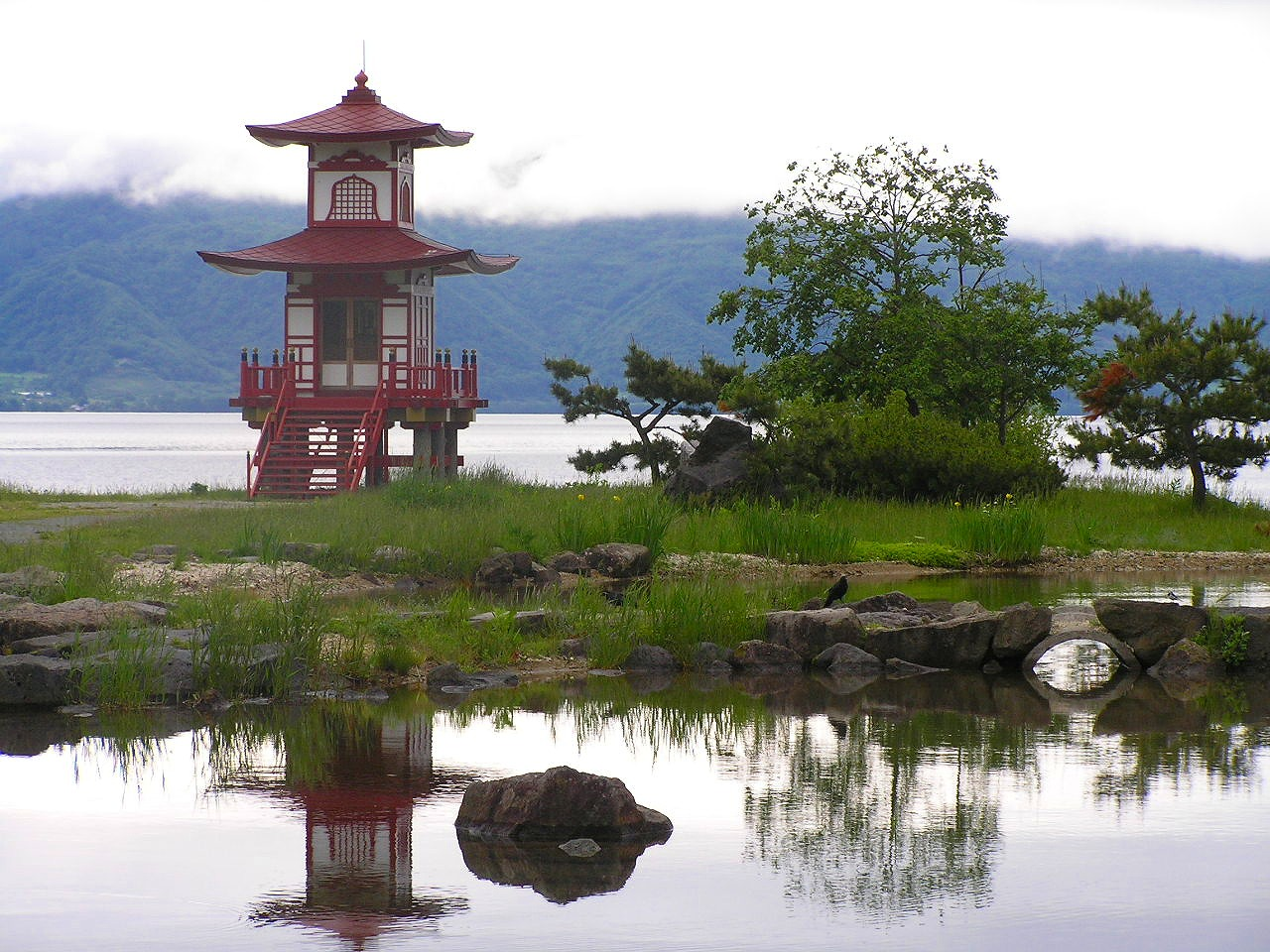
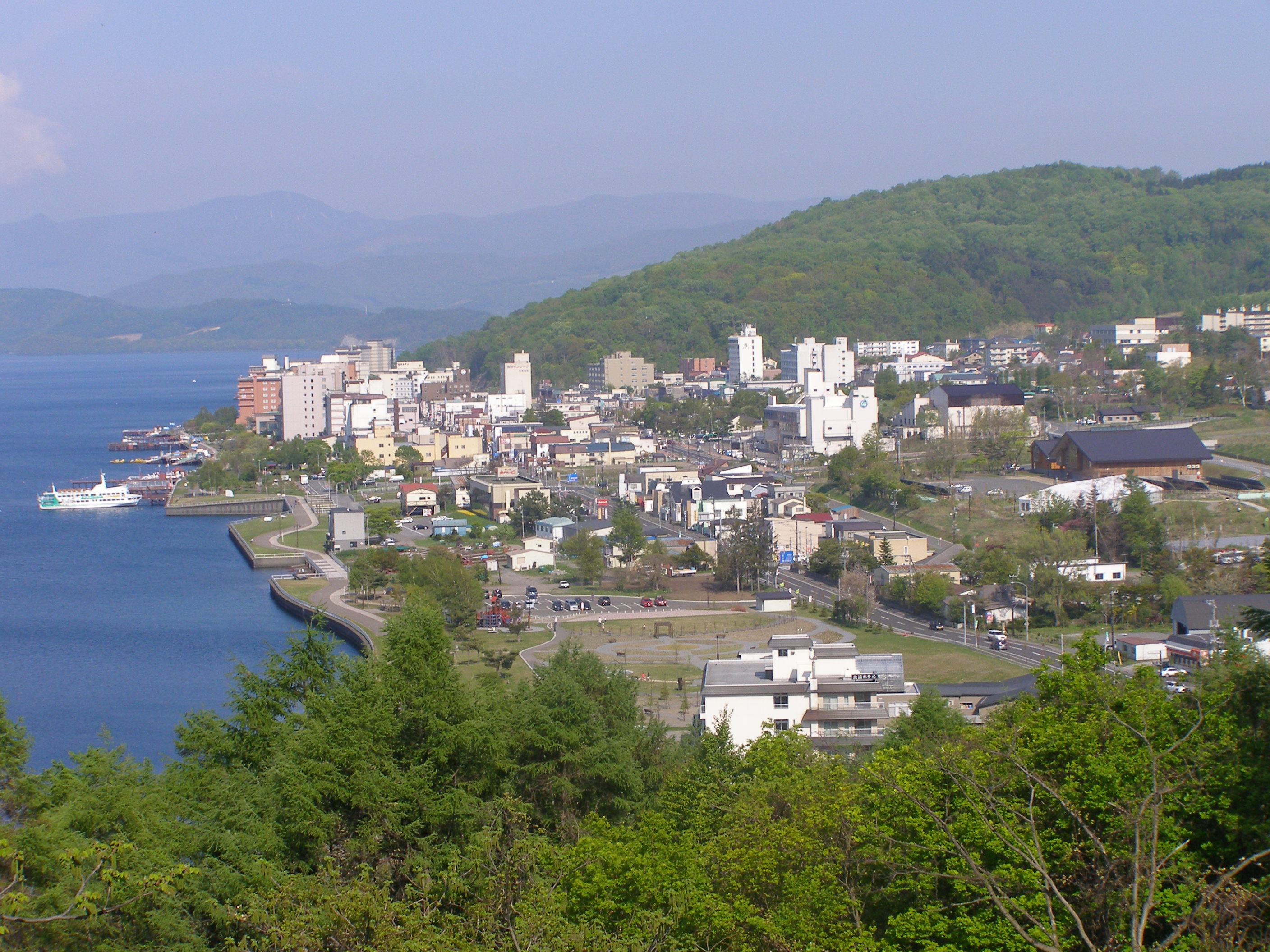